# Манастир Ковиље
Манастир Ковиље се налази под планином Јавор, у селу Смиљевцу, на десној страни реке Ношнице, у засеоку који је по манастиру добио име. Посвећен је Св. арханђелима Гаврилу и Михајлу. Налазио се почетком 20. века "у поткриљу горе зване Ковиље". Припада Епархији жичкој српске православне цркве.

## Историјат
Претпоставља се да је манастир основан у 12. или 13. веку, пошто нема поузданих података о времену настајања. О древности сведоче сачуване фреске. По једном наводу манастир Ковиље је задужбина српског краља Стефана Првовенчаног. Први писани помен о овом манастиру налази се у Крушевском Поменику из 1606. године. Запис је у рукописном четворојеванђељу које је српски патријарх Гаврило даривао манастиру.
Ту је 1711. године владика Јегарски Јефрем Бањанин, рукоположио страгарског свештеника, поп Веселина Борисављевића. Из записа из 1733. године види се да је у манастиру живео духовник Филип, код кога су учили они који су хтели бити свештеници. Године 1776. верници су поклонили манастиру ракијске казане, да би правили ракију од манастирског воћа. Из свега се види да је манастир заузимао важно место како у духовном, тако и у националном и политичком животу народа овог краја. 
Овде је отворена једна од најстаријих школа у Србији 1867. године. Постојала је и школа за будуће свештенике. Од 1813. године манастир врши активну функцију редовне парохијске школе. Школа у манастиру Ковиљу је радила пре Првог српско-турског рата 1876. године.
Манастир сачињавају два храма, старији посвећен Светим Архангелима и други који је касније саграђен, а посвећен Светом Николају, архиепископу Мирликијском.
Године 1904. манастир је тада парохијска црква у Жичкој епархији.

## Црква Светих арханђела
Старија је полупећинска црква Светих арханђела, једнобродна, са прислоњеним луковима и полукружном апсидом, чије је време настанка тешко установити. Њен јужни зид и полуобличасти свод са малом слепом калотом президани су у обнови којом је дограђена већа црква Светог Николе. 
Црква Светог Архангела се једним делом наслања на стену, тако да се може сврстати у ред пећинских цркава испосничког типа. То је једнобродна грађевина са олтарском апсидом. Сматра се да је манастир настао с краја 12. и почетком 13. века, судећи по остацима живописа и предања. 

## Црква Светог Николе
Једнобродна црква Светог Николе има споља петострану апсиду у ширини брода, наос покривеном слепом калотом и припрату са попречним сводом. Од живописа из 13. века који је сачуван само у фрагментима, добро су сачувани ликови светитеља.

## Обнова манастира
Године 1644. рашки митрополит Гаврило (Рајић), потоњи српски патријарх и светитељ, долази у манастир и налази га одавно запуштеног, у тешком стању. Тада га обнавља и у њему остаје једно време, а 1651. године манастиру прилаже једно оковано и украшено Свето Јеванђеље за богослужбене потребе обновљене цркве Светог Николе, и ослобађа манастирску земљу коју враћа манастиру. 
Манастир је обновљен 2005. године, а у периоду 2007 - 2009. године изграђен је и манастирски конак.
У манастиру је једини монах, истовремено и старешина, Амвросије који је познат по томе што је припитомио вука.

## Галерија
- Манастир Ковиље
- Икона Христа у цркви Св. Архангела Гаврила
- Унутрашњост цркве Св. Архангела Гаврила
- Унутрашњост цркве Св. Николе